# محمد بنا
محمد بنا (زادهٔ ۱۵ مرداد ۱۳۳۷ در محلهٔ دولاب، تهران) کشتی‌گیر ملی پوش سابق و در مقاطع مختلف سرمربی تیم ملی کشتی فرنگی ایران بوده است. تیم ملی کشتی فرنگی ایران در مسابقات المپیک ۲۰۱۲ لندن با هدایت وی موفق به کسب ۳ مدال طلا شد که در تاریخ ورزش ایران بی‌سابقه بود. وی همچنین از سوی فدراسیون جهانی کشتی به عنوان بهترین مربی جهان شناخته شده‌است. محمد بنا به تازگی به عنوان بهترین مربی قرن ایران معرفی شد .

بنا یک نقره مسابقات جهانی کیف ۱۹۸۳ و یک نشان طلای مسابقات آسیایی تهران ۱۹۸۳ را در کارنامهٔ خودش دارد. محمد بنا تنها مدال جهانی ایران در وزن ۶۸ کیلوگرم کشتی فرنگی و نخستین مدال جهانی کشتی فرنگی ایران پس از انقلاب ۱۳۵۷ را در سال ۱۹۸۳ به دست آورد.
محمد بنا به تازگی به عنوان بهترین مربی قرن ایران معرفی شد.

## زندگی
محمد بنا در سال ۱۳۳۷ در تهران و در محله‌ی دروازه دولاب به دنیا آمد و در آن‌جا بزرگ شد.  بنا تنها مدال جهانی ایران در وزن ۶۸ کیلوگرم کشتی فرنگی و اولین مدال جهانی کشتی فرنگی ایران پس از انقلاب ۱۳۵۷ را در جهانی سال ۱۹۸۳ به دست آورد. وی در دیدار پایانی وزن ۶۸ کیلوگرم در مقابل تاپیوسی پیلا کشتی‌گیر فنلاندی شکست خورد و به مدال نقره رسید.
بنا در دو مقطع مربی تیم ملی کشتی فرنگی ایران شده و موفقیت‌های قابل توجهی را با این تیم کسب کرده و یکی از برجسته‌ترین مربیان کشتی جهان به‌شمار می‌رود.
بار اول در سال ۲۰۰۵ هدایت این تیم را بدست گرفت. روش‌های کاری او به قدری مورد توجه کارشناسان قرار داشت که حتی گرم کردن ورزشکاران توسط او نیز مورد فیلمبرداری قرار می‌گرفت. با هدایت او تیم ملی کشتی فرنگی ایران ۳ سال پیاپی صاحب مدال طلا در رقابت‌های قهرمانی جهان شد.
بنا در سال ۲۰۰۷ در پی اختلاف با محمدرضا یزدانی خرم رئیس فدراسیون کشتی از مربی‌گری تیم ملی برکنار شد اما پس از شکست سنگین تیم ملی کشتی ایران در المپیک پکن دوباره مربی این تیم شد و توانست تیم ملی ایران را در مسابقات جهانی ۲۰۰۹ با یک مدال طلا و سه مدال برنز به مقام دوم جهان برساند. این اولین بار بود که کشتی فرنگی ایران روی سکوی جهانی قرار می‌گرفت، در حالی‌که ۵ کشتی‌گیر این تیم برای اولین بار در مسابقات جهانی حاضر می‌شدند.
در سال ۲۰۱۰ در جام جهانی کشتی در ارمنستان، تیم ملی کشتی فرنگی ایران با هدایت بنا برای نخستین بار قهرمان جام جهانی شد. در همین سال این تیم با ۴ مدال طلا و یک مدال برنز به مقام نخست بازی‌های آسیایی ۲۰۱۰ گوانگ‌جو رسید که بهترین نتیجهٔ کشتی فرنگی ایران در بازی‌های آسیایی پس از بازی‌های آسیایی ۱۹۷۴ تهران (۸ طلا و یک نقره در ده وزن) محسوب می‌شد. تیم ملی کشتی فرنگی ایران در مسابقات جهانی سال ۲۰۱۱ در ترکیه با سرمربیگری محمد بنا علی‌رغم حضور نداشتن حمید سوریان با کسب دو طلا و یک برنز بر سکوی سوم جهان تکیه زد. در این سال محمد بنا به عنوان بهترین مربی سال کشتی فرنگی انتخاب شد.

### المپیک ۲۰۱۲ لندن
در المپیک ۲۰۱۲ لندن تیم کشتی ایران با مربی‌گری محمد بنا، برای اولین بار در تاریخ کشتی فرنگی قهرمان المپیک شد.
در این المپیک تیم ایران با درخشش حمید سوریان، امید نوروزی و قاسم رضایی صاحب سه مدال طلا شد و به مقام نخست تیمی دست یافت. گفتنی است که ایران پیش از این نتوانسته بود در رشتهٔ کشتی فرنگی به مدال طلا برسد. بعد از این قهرمانی وی در اظهارنظری اعلام کرد که از دنیای کشتی خداحافظی خواهدکرد.
وزیر ورزش ایران در پی موفقیت محمد بنا درخواست نشان لیاقت و ۱۰۰ میلیون تومان پاداش نقدی را برای وی کرده بود. این مسئله با واکنش محمد بنا مواجه شد و وی در جواب این درخواست چنین گفته‌است:
من دنبال این چیزها نیستم، نشان لیاقتم را از مردم گرفته‌ام و فقط می‌خواهم که چیزهایی که برای من در نظر گرفته‌اند را به سعید عبدولی بدهند.‏

### کناره‌گیری از سرمربی‌گری تیم ملی
وی در روز ۱۸ دی ۱۳۹۱ در اعتراض به آن‌چه «بی‌توجهی به این رشته» خواند، طی نامه‌ای به سرپرست فدراسیون کشتی ایران، جدایی خود را از تیم ملی کشتی فرنگی اعلام کرد.
محمد بنا در نامه خود نوشته‌است: «در شرایط کنونی، نه تنها امکانات ویژه‌ای برای ورزش اول ایران در نظر گرفته نشده، بلکه بی‌توجهی‌ها به اوج رسیده و مشکلات بسیاری سد راه موفقیت کشتی فرنگی است».

### واکنش‌ها به کناره‌گیری
پس از استعفای محمد بنا، خلیل رشید محمدزاده هم از سمت سرمربی‌گری تیم نوجوانان کشتی فرنگی استعفا کرد. همچنین ساعتی بعد، امید نوروزی دارنده مدال طلای ۶۰ کیلوگرم المپیک لندن گفت که کشتی فرنگی ایران در جام جهانی زنگ تفریح خواهد شد.
رسول جزینی مربی تیم ملی گفته‌است که او به دستور محمد بنا تا جام جهانی با ایرج اسفندیاری‌فر، محمدعلی چمیانی و شیرزاد، هدایت کادر فنی را بر عهده خواهد داشت اما «وضعیت کار پس از آن مشخص نیست».
محسن طاهری مربی تیم ملی کشتی فرنگی هم به خبرگزاری فارس گفت: با رفتن بنا از تیم ملی کشتی فرنگی امیدی به بهبود وضعیت این تیم نداریم و از لحاظ اخلاقی نیز درست نیست در غیاب وی با تیم ملی همکاری داشته باشم.
حسن رنگرز نایب رئیس فدراسیون از عدم موافقت با استعفای محمد بنا صحبت کرده، اما مشخص نیست با توجه به آماتور بودن رشته ورزشی کشتی، این عدم موافقت چه ضمانتی خواهد داشت.
عارف ربطی، دبیر فدراسیون کشتی، حق را به محمد بنا داده و گفته‌است: بنا قبلاً نگرانی‌هایش را مطرح کرده بود که به‌حق هم بود. او چیزی برای خودش نمی‌خواهد، به هر حال این تیم قهرمان المپیک شده و نیاز به امکانات دارد.

### بازگشت به تیم ملی
بعد از گذشت حدود ۱۱ ماه از کناره‌گیری «محمد بنا» از تیم ملی کشتی فرنگی و نتایج نه چندان مطلوب این تیم در مسابقاتی که به میدان رفته بود، وی آمادگی خود را در جلسه‌ای در تاریخ هفدهم آذر ماه سال ۹۲ با رسول خادم، سرپرست فدراسیون کشتی ابراز کرد و مجدداً مسئولیت سرمربی گری تیم ملی کشتی فرنگی را بر عهده گرفت.
اما بعد از مدتی به علت اختلاف محمد بنا و فدارسیون کشتی بر سر مسابقات انتخابی و ادامه بی‌توجهی‌ها به این رشته وی از سمت خود کناره‌گیری کرد.
پس از نتیجه نگرفتن تیم ملی ایران در قهرمانی جهان ۲۰۱۵، احد پازاج اخراج و بعد از هفته‌ها کش و قوس محمد بنا دوباره مربی‌گری این تیم را به عهده گرفت.
در سال ۲۰۱۶ محمد بنا پس از کسب ۲ مدال برنز در المپیک ریو برای همیشه از کشتی خداحافظی کرد. وی که برای اولین بار در کشور خود ازدواج کرده است، علت این کناره‌گیری را سامان دادن به زندگی شخصی عنوان کرد و بیان داشت در سال‌های بازنشستگی خود به سر برده و ترجیح می‌دهد به جای پرداختن به امور کاری، به همراه همسر خود به ایرانگردی بپردازد. کاری که به گفتۀ وی مدت‌ها به خاطر پرداختن به کشتی از آن غافل بوده‌است.
محمد بنا که بعد از المپیک ریو از سرمربیگری تیم ملی کشتی فرنگی جدا شده بود مجدداً با حکم حمید بنی تمیم سرپرست فدراسیون کشتی در تاریخ ۱۳۹۷/۸/۲۷ به عنوان سرمربی تیم ملی کشتی فرنگی بزرگسالان برگزیده شد.
تیم ملی کشتی فرنگی جمهوری اسلامی ایران در سال ۲۰۲۱ در مسابقات قهرمانی کشتی جهان به میزبانی اوسلو، تحت هدایت محمد بنا توانست با کسب ۴ مدال طلا و دو برنز در جایگاه نائب قهرمانی جهان قرار گیرد.